# Hike and Fly
Unter Hike and Fly (englisch für ‚Wandern und Fliegen‘) versteht man das Fliegen mit einem Gleitschirm, Speed-Riding- oder Speed-Flying-Schirm oder Hängegleiter, nachdem der Anstieg zu einem geeigneten Startplatz zu Fuß zurückgelegt wurde. 
Mehrtägige Hike-and-Fly-Touren fallen unter Biwakfliegen.

## Herausforderungen
Der Pilot muss in einer guten körperlichen Form sein, um nach einem eventuell anstrengenden Anstieg noch in der Lage zu sein einen sicheren Start und Flug, oder im Falle ungünstiger Wetterbedingungen einen Abstieg zu Fuß sicher zu bewältigen. 
Dabei ist selbst zu beurteilen, ob und wann ein Flug sicher möglich ist. Das Wetter, die Windbedingungen und die möglichen Start- und Landeplätze müssen dafür selbst eingeschätzt werden.
Bereits im Vorhinein liegt es in der Verantwortung des Piloten zu klären, ob die geplanten Start- und Landeplätze legal sind (siehe Flugplatzzwang in Deutschland).

## Wettbewerbe
Hike and Fly wird von der Fédération Aéronautique Internationale (FAI), im Speziellen von der Internationalen Hängegleiter- und Gleitschirmflug-Kommission (CIVL) erst seit 2024 offiziell anerkannt.
Die derzeit bekanntesten Hike-and-Fly- bzw. Biwakflug-Wettkämpfe im Gleitschirmfliegen – die teilweise noch immer ohne einen Dachverband organisiert werden – sind:
- Bordairrace (Rennserie)
- Dolomitenmann
- Eigertour
- Red Bull X-Alps (inoffizielle Weltmeisterschaft, da noch nicht von der CIVL anerkannt)
- Wanderbird Trophy (Rennserie)
- X-Pyr

## Ausrüstung
Durch Wettbewerbe, wie Red Bull X-Alps entwickelte sich die Sparte der gewichtsoptimierten Gleitschirme und Gurtzeuge zu einem regelrechten Trend: fast alle Hersteller führen inzwischen neben ihren regulären Produkten leichtgewichtige Varianten, welche Abstriche bei Komfort oder Langlebigkeit zugunsten des geringeren Gewichts machen: vollwertige Ausrüstungen hatten 2003 ein Gewicht im Bereich von 16 kg während eine aktuelle  Ausrüstung unter sechs kg bleiben kann.
Neben regulären Gleitschirmen wird Hike and Fly aber auch mit Miniwings (kleinen Gleitschirmen, die weiterhin mit regulären Gleitschirm-Gurtzeugen verbunden sind) oder Speedwings (auf Speed Riding oder Speed Flying ausgelegte Schirme) praktiziert. Aufgrund der geringeren Fläche sind diese sehr gut für Hike and Fly geeignet, da sie auch bei Starkwind noch starten können, allerdings für Biwakfliegen ungeeignet, da Streckenfliegen damit kaum möglich ist.
Die meisten Hängegleiter sind aufgrund des großen Packmaßes ungeeignet, es gibt aber einige wenige Geräte, die darauf spezialisiert sind.